# Жан Морис Пероне
Жан Морис Пероне (фр. Jean Maurice Perronet; Париз, 19. октобар 1877 — Париз, 1. април 1950) био је професионални француски тренер у мачевању који се такмичио на првим Олимпијским играма 1896. у Атини
Учествовао је у дисциплини флорет за професионалне тренере и у финалу изгубио од грчког противника Леонидаса Пиргоса са 3:1. То је једина дисциплина на Олимпијским играма у којој су могли учествовати професионалци. Професионализам је био забрањен у остатку такмичења.

## Резултати
| Меч | Победник              | Туш | Поражени                   |
| --- | --------------------- | --- | -------------------------- |
| 1   | Леонидас Пиргос Грчка | 3-1 | Жан Морис Пероне Француска |